# Oficyna Poetów
Oficyna Poetów – kwartalnik literacko-artystyczny wydawany w latach 1966–1980 w Londynie przez Oficynę Poetów i Malarzy kierowaną przez Krystynę i Czesława Bednarczyków. Publikowano w nim głównie poezję i omówienia malarstwa, a także prozę, eseje i krytykę literacko-artystyczną.

## Pomysł i początki
Zamiar założenia i wydawania pisma literackiego powstał już w latach czterdziestych, podczas pobytu małżeństwa Bednarczyków we Włoszech. Odżył po ich przeprowadzce do Londynu i nabyciu własnej drukarni. Głównym inicjatorem powstania kwartalnika był Czesław Bednarczyk, lecz do grona zaangażowanych w powstawanie „Oficyny...” zaliczyć można także Tadeusza Sułkowskiego i Józefa Bujnowskiego. Początkowo pismo miało nosić nazwę „Metafory” lub „Dwudziesty Wiek”.
Dla kierunków artystycznych poszukiwań Bednarczyków bardzo istotne były dwa elementy:
- wsparcie, jakiego w początkach wydawania „Oficyny...” udzielił małżeństwu Jerzy Giedroyc, redaktor „Kultury”, który pozwolił Bednarczykom na umieszczenie w swoim piśmie wzmianek o londyńskim kwartalniku;
- życzliwość redakcji emigracyjnego tygodnika „Orzeł Biały”, gdzie Bednarczykowie mogli swobodnie publikować teksty będące wprawą dla ich późniejszej działalności redaktorskiej.

Pierwszy numer „Oficyny Poetów” ukazał się w maju 1966 r., a reakcje emigracji na jego wydanie były skrajnie różne – od życzliwości Mieczysława Grydzewskiego i redakcji „Wiadomości”, po falę krytyki ze strony Jerzego Giedroycia i paryskiej „Kultury”. Kolejne numery przyniosły jednak treści, które wpłynęły na zmianę postrzegania pisma przez emigrację paryską – „Oficyna...” zaczęła zbierać także pozytywne opinie.

## Regularna działalność
Pismo wydawane było regularnie przez kilkanaście lat – ukazało się 57 numerów. Za zawartość i układ treści odpowiedzialny był Czesław Bednarczyk, Krystyna Bednarczyk zajmowała się zaś stroną graficzną. Wszystkie numery wydrukowane zostały w londyńskiej drukarni Bednarczyków.
Kwartalnik odznaczał się kunsztowną szatą graficzną, wielobarwnymi okładkami i stronicami, artystycznymi wkładkami z reprodukcjami grafik, obrazów, zdjęciami rzeźb. Marian Pankowski z uznaniem mawiał o nim „pismo-utopia”.
Na łamach „Oficyny...” publikowali autorzy związani z „Kulturą” i „Wiadomościami”. Obok nich ukazywały się wiersze Aleksandra Wata, Stefana Flukowskiego, Zbigniewa Herberta, Tadeusza Różewicza, Stanisława Barańczaka czy Ryszarda Krynickiego. Zamieszczano też nowe, oryginalne przekłady poetów amerykańskich, japońskich, niemieckich, rumuńskich, francuskich i wielu innych. Integralną częścią kwartalnika z biegiem czasu stały się wkładki artystyczne zawierające reprodukcje prac malarskich i graficznych, rzeźb i biżuterii najwybitniejszych polskich artystów, m.in.: Feliksa Topolskiego, Tadeusza Kopera, Stanisława Frenkla, Franciszki Themerson.
Publikowanie w „Oficynie Poetów” dawało pisarzom emigracyjnym szansę na to, że ich wiersze dotrą do kraju. Jednocześnie polityczne niezaangażowanie pisma stanowiło rodzaj zabezpieczenia dla pisarzy przed ewentualnymi prześladowaniami w kraju.
Ogółem w „Oficynie Poetów” opublikowano wiersze blisko 80 poetów emigracyjnych i 30 krajowych, zamieszczono też reprodukcje prawie 50 plastyków polskich i zagranicznych. Pismo zamknięto w 1980 r., u szczytu jego rozwoju, przewidując zmniejszającą się coraz bardziej liczbę prac wartych opublikowania.